# Лі Юаньюань (плавчиня)
Лі Юаньюань (24 вересня 1976) — китайська синхронна плавчиня.
Учасниця Олімпійських Ігор 1996, 2000 років.